# Вја Цамикели ал Ченђо (Верона)
Вја Цамикели ал Ченђо је насеље у Италији у округу Верона, региону Венето.
Према процени из 2011. у насељу је живело 15 становника. Насеље се налази на надморској висини од 310 м.